# Paulusviertel (Halle)
Das Paulusviertel ist ein Stadtviertel rund um die Pauluskirche in Halle (Saale). Es gehört zum Stadtteil Halle im Stadtbezirk Nord und wird im Süden von der Ludwig-Wucherer-Straße, im Norden und Osten von der Paracelsusstraße und im Westen von der Reilstraße begrenzt. Derzeit wohnen 12.432 Bürger im Stadtviertel.

## Geschichte
Das Paulusviertel wurde Ende des 19. Jahrhunderts, in der Amtszeit von Stadtbaurat Ewald Genzmer (1892–1904), „am Reißbrett“ unter dem Namen Kaiserviertel als neues Stadtviertel für Professoren, Beamte und Angestellte sowie vor allem für Offiziere der unmittelbar angrenzenden Großkasernen in der Reilstraße (heute Sitz der Arbeitsagentur Halle/Sachsen-Anahlt-Süd) und in der Paracelsusstraße (heute Universität und Sachsen-Anhaltische Krebsgesellschaft) geplant. Um 1900 begann die Bebauung im zeittypischen Stil des Historismus, aber auch Jugendstil (z. B. an der Schleiermacherstraße) oder Neues Bauen (z. B. an der Steffensstraße und an der Albert-Schweitzer-Straße) sind vorhanden. Während des Ersten Weltkriegs kam die Bautätigkeit zum Erliegen. Auch wurde der ursprünglich geplante Ring zwischen der heutigen Herweghstraße und dem östlichen Ende der Schleiermacherstraße nie vollständig geschlossen. Der Grund dafür lag vor allem in dem durch einen aufgegebenen Untertagebau destabilisierten Baugrund, der bereits zu einem Tagesbruch geführt hatte und für die weitere Bebauung als unzureichend eingeschätzt wurde.
Zwischen der Bauzeit und 1990 kam es infolge der Kriegs- und Nachkriegszeiten sowie der Mangelwirtschaft in der DDR zu einem zunehmenden Verfall der Bausubstanz, der nach der Wiedervereinigung vollständig aufgehalten werden konnte. Das Viertel wurde auf Grund der günstigen Mietpreise und der relativen Nähe zur Universität besonders bei Studenten beliebt, auch wenn die Preise im Vergleich mit anderen halleschen Stadtteilen in den 2000er-Jahren wieder anzogen. Heute prägen vor allem junge Familien mit Kindern das Bild des Paulusviertels. 
Am 9. Oktober 2019 ereignete sich ein antisemitischer Anschlag auf die dortige Synagoge am Wasserturm im Osten und auf einen Dönerladen an der Westgrenze des Viertels, dem zwei Menschen zum Opfer fielen. Im Anschluss darauf fanden einige Gedenkveranstaltungen statt, bei denen unter anderem der Bundespräsident Steinmeier und der US-Außenminister Pompeo anwesend waren.

## Politik
Die gleichzeitig stattfindende Europawahl 2019 und die Stadtratswahl in Halle (Saale) am 26. Mai 2019 brachten für das Paulusviertel folgendes Ergebnis hervor:
| Europawahl 2019 im Paulusviertel %403020100 31,6 %14,7 %12,0 %10,4 %7,9 %7,3 %4,2 %1,6 %1,4 %8,8 % GrüneLinkeCDUSPDPARTEIAfDFDPDiEM25TierschutzSonst. | Stadtratswahl in Halle (Saale) 2019 im Paulusviertel %3020100 28,6 %17,5 %15,1 %12,0 %6,0 %5,8 %5,5 %4,2 %3,9 %1,5 % GrüneLinkeSPDCDUAfDMitBürgerPARTEIFDPHaHaSonst. |

## Infrastruktur

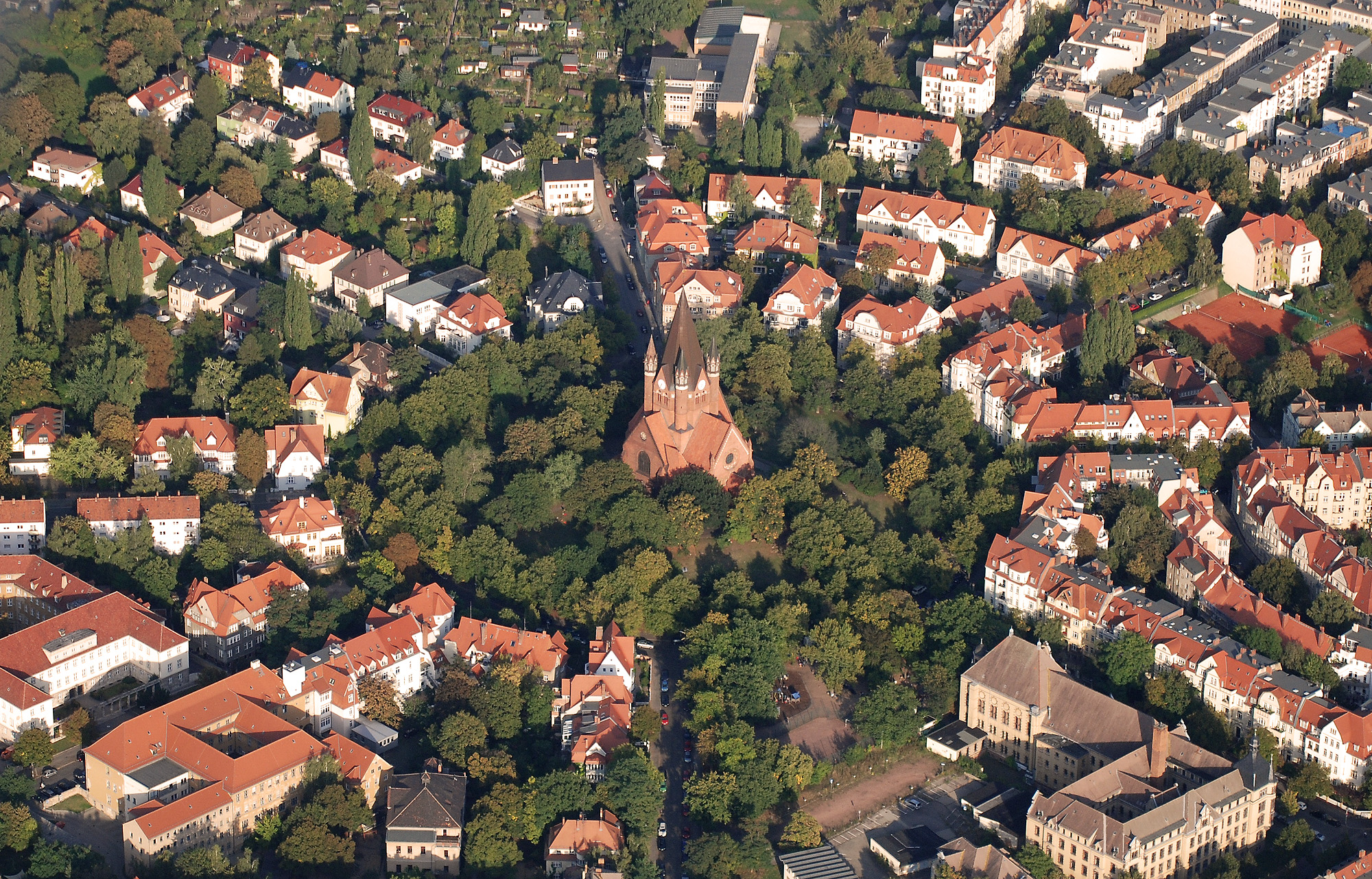
Rathenauplatz mit der Pauluskirche

Mittelpunkt des Paulusviertels ist die Pauluskirche, die auf dem – „Hasenberg“ genannten – Hügel im Zentrum des Viertels steht. Die Evangelische Paulusgemeinde nutzt die Kirche für ihre Gottesdienste und zahlreiche andere Veranstaltungen. Das Pfarramt und Gemeindehaus der Paulusgemeinde befindet sich in der Robert-Blum-Straße 11.
Auf der Schleiermacherstraße befand sich bis zum Spätsommer 2015 die Zweigbibliothek Philosophie (Ha 75) der ULB Sachsen-Anhalt, welche nun Teil der Bibliothek am Steintor-Campus ist. Im Hause fanden auch Lehrveranstaltungen der Philosophischen Fakultät der Martin-Luther-Universität Halle-Wittenberg statt. Auf dem Gebiet des Paulusviertels befinden sich zwei Grundschulen sowie die Kindertagesstätte der Evangelischen Paulusgemeinde.
Im Paulusviertel befinden sich außerdem die Agentur für Arbeit Halle, das Katasteramt der Stadt und ein Tierheim. Der Hallenser Wingolf, eine der ältesten Studentenverbindungen Halles, nutzt seit 2004 wieder sein ursprüngliches Korporationshaus in der Robert-Blum-Straße, das zweitälteste der Stadt.
In unmittelbarer Nähe zum Steintor befand sich bis 2014 der Bauernclub, ein Studentenclub der Agrar- und Ernährungswissenschaftler der MLU Halle-Wittenberg. Auf der Schleiermacherstraße (zwischen Ecke Humboldtstraße und Herderstraße) findet man die Tennisplätze des TC HALLE 94 E.V. Die Bürgerinitiative Paulusviertel e. V., die das jährliche Paulusfest organisierte, bestand von 1989 bis 2016.
Im Paulusviertel gibt es einen Mangel an verfügbaren Parkplätzen. Laut einer Studie im Auftrag der Stadt kommen auf 2900 öffentliche, kostenlose Stellflächen etwa 4000 Autos von Anwohnern.